# Toxocarpus oliganthus
Toxocarpus oliganthus är en oleanderväxtart som beskrevs av Rudolf Schlechter. Toxocarpus oliganthus ingår i släktet Toxocarpus och familjen oleanderväxter. Inga underarter finns listade i Catalogue of Life.